# 內團體與外團體
內團體（英語：ingroup/in-group）與外團體（英語：outgroup/out-group），在社会学與社会心理学中，內團體指個體認為自己是其一員的社會群體，類似概念如「小圈子」或「自己人」。外團體指個人所屬內團體以外的其他社會群體。人們可以與他們的同齡人、家庭、社區、運動隊、政黨、性別、宗教或國家形成認同，組成同儕團體。
亨利·塔伊費爾和他的同事在研究社會認同理論的過程中起了重要作用。塔伊費爾及其同事發現，人們可以在短短幾分鐘內形成自我偏好的小組，甚至可以基於任意和發明的歧視性特徵（例如對某些繪畫的喜好）來形成此類小組。

## 內外團體偏差
根據社會認同理論，人由內團體定位自己。為了達到正面的社會形象、滿足高自尊的心理需求，人們常常較信任與偏袒內團體成員，認為他們較有價值，以致對外人不公、雙重標準。這現象叫做內團體偏私或團體間偏差（intergroup bias）。

## 外團體同質偏差
將人們歸類為社會群體會增加人們對群體成員彼此相似的認識。其結果是外團體同質性偏差。這指人們常常因為外團體對自己較不具價值、接觸不多，而認為內團體成員較多元化，而視外人都具有相同性質。

## 進化心理學
在進化心理學中，團體內偏愛被視為一種優勢選擇的進化機制。